# Вайс, Франц
Франц Вайс (нем. Franz Weisz; 2 августа 1893, Будапешт — 30 сентября 1944, лагерь смерти Аушвиц) — венгерско-нидерландский композитор еврейского происхождения.

## Биография
Франц родился в Будапеште 2 августа 1893 года и был третьим сыном Игнаца Вайса и Терезии Фридман. Его музыкальный талант проявился уже детстве: в возрасте одиннадцати лет он уже был студентом Национальной консерватории «Немзети Зенеде».
Учился в Национальной консерватории в Будапеште у Иштвана Томки (фортепиано) и Кароя Агхази (композиция), окончил курс с отличием в 1914 году. В 1919 г. получил в консерватории место преподавателя, но уже годом позже предпочёл эмигрировать в Нидерланды. Жил в Амстердаме, с 1925 года состоял в Ассоциации нидерландских композиторов, в 1932 году получил нидерландское подданство.
Был дружен с пианистом и композитором Дирком Шефером, посвятил ему фортепианную сюиту (1922). В 1938 г. был назначен ассистентом Александра Боровского, получившего возможность вести мастер-класс в Амстердамском музыкальном лицее. После начала Второй мировой войны, когда Боровский бежал в США, остался в Амстердаме и завершил его преподавательскую программу. В 1942 г. крестился в Нидерландской реформатской церкви.
В мае 1943 году был арестован и отправлен в концлагерь Вестерборк, оттуда в январе 1944 года переведён в Терезиенштадт, в сентябре депортирован в Освенцим и там убит.
2 марта 2013 года по адресу Deurloostraat 74, Амстердам, был заложен «камень преткновения» в память о Ференце Вайсе.

## Творчество

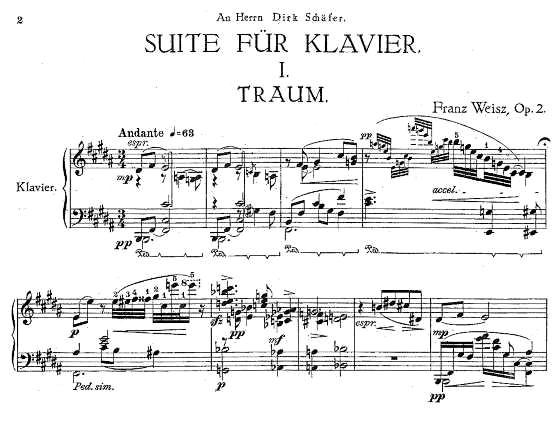
Ноты сюиты для фортепиано, 1922

Вайсу принадлежит около сотни произведений, главным образом фортепианных, однако почти все они утрачены.
Известные композиции:
- Концертный этюд для фортепиано 1913 г.
- Сюита для фортепиано 1922
- Ноктюрн для фортепиано 1924 г.
- 5 пьес для фортепиано (Rózsavölgyi, 1929)